# Swissair
Swissair, S.A./AG (Đức: Schweizerische Luftverkehr-AG; Pháp: Société Anonyme Suisse pour la Navigation Aérienne) từng nhiều năm là hãng hàng không quốc gia của Thụy Sĩ.
Nó được hình thành nhờ việc sáp nhập Balair và Ad Astra Aero vào năm 1931. Trong suốt 71 năm hoạt động, Swissair là một trong những hãng hàng không quốc tế lớn nhất và được gọi là "Ngân hàng bay" vì sự ổn định tài chính mà hãng này có được, khiến nó được xem như biểu tượng quốc gia của Thụy Sĩ. Hãng hàng không phát triển mạnh trong những năm 1980, khi nó trở thành một trong năm hãng hàng không lớn nhất Tây Âu. Trụ sở chính của hãng đặt tại Sân bay Zurich và tại Kloten.
Năm 1997, Swissair Group đổi tên thành SAirGroup (dù sau này nó đổi tên lần nữa thành Swissair Group vào năm 2001), với bốn công ty con:  SAirlines (gồm có Swissair, Crossair, Balair và FlightLease), SAirServices, SAirLogistics và SAirRelations.
Tài sản của Swissair bắt đầu mất giá do áp lực bởi việc mở rộng theo chiến lược gây tranh cãi "Thợ săn" và sự suy thoái kinh tế sau Sự kiện 11 tháng 9. Hãng hàng không ngừng bay từ tháng 10 năm 2001 nhưng vẫn được chính quyền liên bang Thụy Sĩ giữ hoạt động cho đến 31 tháng 3 năm 2002.
Ngày 1 tháng 4 năm 2002, hãng hàng không kế nhiệm Swiss International Air Lines được thành lập trên nền móng của Crossair cũ, giữ lại hầu hết các đường bay, máy bay và nhân viên của Swissair cũ. Công ty SAirGroup vẫn còn cho đến ngày nay và đang trong quá trình thanh lý. Swiss International Air Lines bị hãng hàng không Đức Lufthansa mua lại vào năm 2005.